# 中島成教
中島 成教（なかじま しげのり、1844年12月26日〈弘化元年11月17日〉 - 没年不明）は、日本の資産家、実業家。阪神電気鉄道取締役。族籍は兵庫県士族。はじめ「辰屋鹿蔵」と名乗った。

## 人物
兵庫県西宮の辰馬本家の出で、10代の当主であった辰馬吉左衛門の三男。もとは「辰屋鹿蔵」という名であり、19歳で中島六郎右衛門の養子として入った。阪神電気鉄道取締役をつとめた。住所は兵庫県武庫郡甲東村（現西宮市）。

## 家族・親族
中島家
- 妻・くに（1862年 - ?、兵庫、澤上正太郎の妹）[2]
- 養子・孝造（1875年 - ?、長女あいの夫、中島角一郎の弟）[2]
- 長女・あい（1874年 - ?、養子孝造の妻）[2]
- 四女・よし（1880年 - ?、兵庫、浅尾豊一の妻）[2]
- 女・しげ（1886年 - ?）[2]
- 女・もと（1892年 - ?）[2]
- 孫[2]

親戚
- 四女の夫・浅尾豊一（辰馬本家酒造社長）[3]
- 辰馬吉左衛門[2]